# Grzybówka dzwoneczkowata

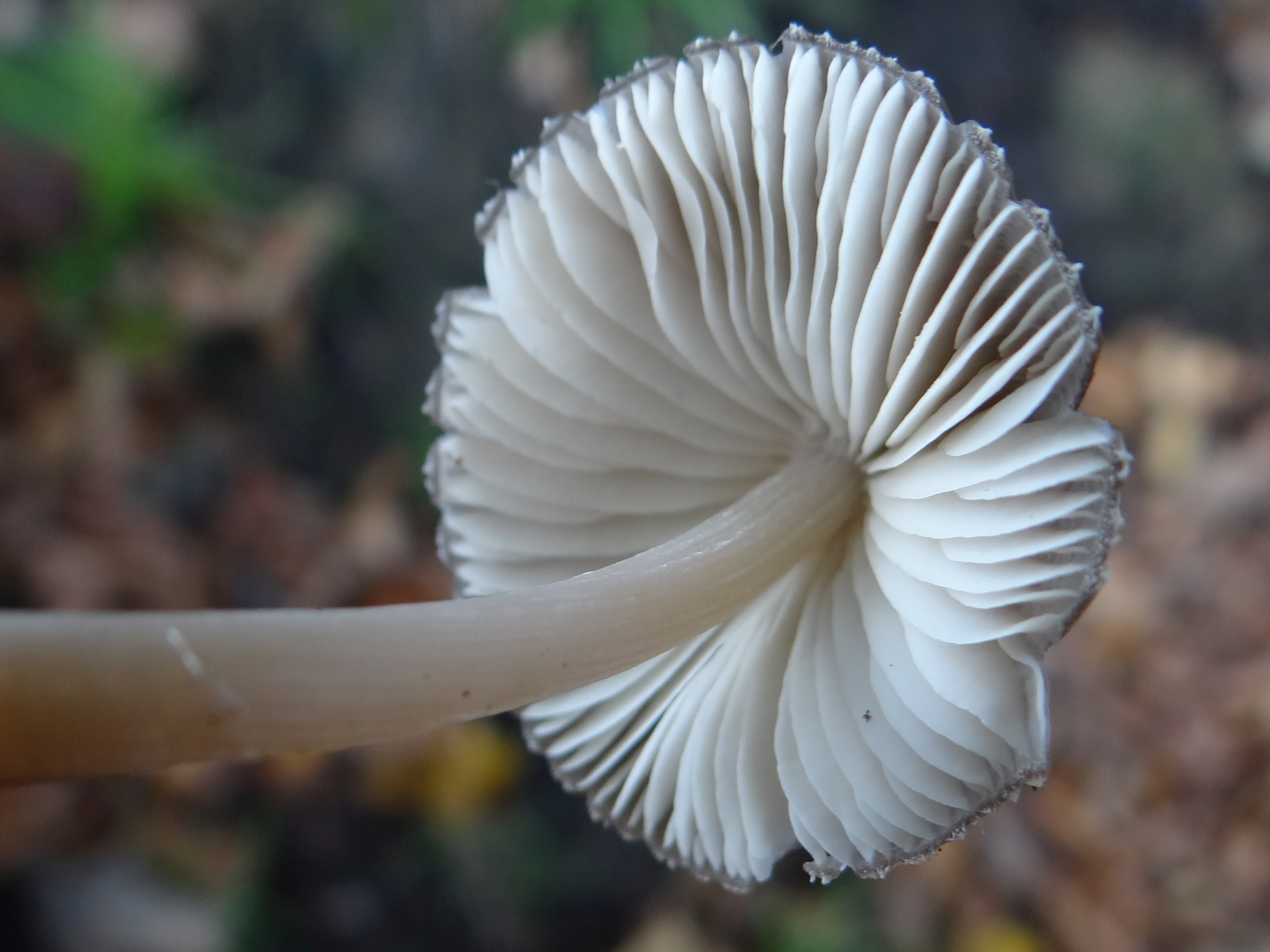

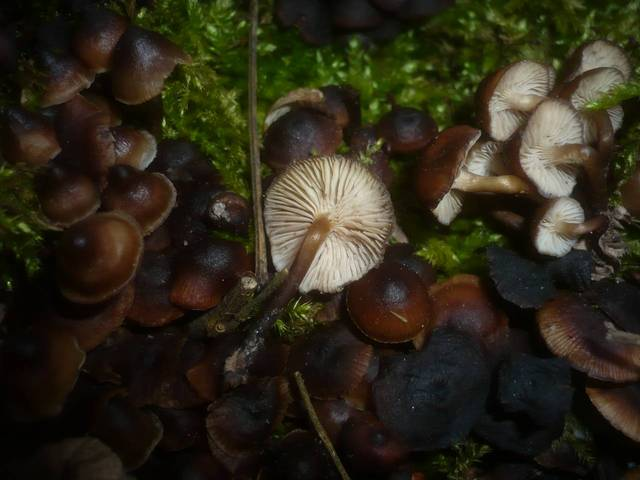

Grzybówka dzwoneczkowata (Mycena tintinnabulum (Paulet) Quél.) – gatunek grzybów należący do rodziny grzybówkowatych (Mycenaceae).

## Systematyka i nazewnictwo
Pozycja w klasyfikacji: Mycena, Mycenaceae, Agaricales, Agaricomycetidae, Agaricomycetes, Agaricomycotina, Basidiomycota, Fungi (według Index Fungorum).
Takson ten został opisał po raz pierwszy w 1793 r. Jean-Jacques Paulet jako Hypophyllum tintinnabulum. Do rodzaju Mycena zprzeniósł go Lucien Quélet w 1872 r.
Synonimy naukowe:
- Agaricus tintinnabulum (Paulet) Fr. 1838
- Hypophyllum tintinnabulum Paulet 1793[2].

Nazwę polską nadała Maria Lisiewska w 1987 r.

## Morfologia
Kapelusz
Średnica 0,5–2cm, u młodych tępo dzwonkowaty, później stożkowaty, w końcu rozpostarty. Środek kapelusza zwykle płaski. Blaszki prześwitują, wskutek czego kapelusz jest promieniście prążkowany. Jest higrofaniczny; w stanie wilgotnym jest lepki. Powierzchnia naga, gładka, jedwabiście błyszcząca, o barwie brązowej, sepii, szarobrązowej, lub ciemnoczerwonobrązowej, czasami ciemno czekoladowobrązowej.
Hymenofor
Blaszkowy, blaszki przyrośnięte i nieco zbiegające ząbkiem, o pofałdowanych ostrzach.Występują międzyblaszki. Początkowo blaszki mają barwę jasnoszarą z różowawym odcieniem, później mięsistoróżowawą.
Trzon
Wysokość 1–7 cm, grubość 1–3 mm, rurkowaty, wygięty, twardy i chrząstkowaty. Powierzchnia gładka, w stanie wilgotnym nieco lepka, w stanie suchym błyszcząca. Barwa bladoszara, beżowa, u podstawy często czerwonawa i przechodzi w nibykorzeń pokryty odstajcymi, białymi strzępkami.
Miąższ
Bardzo cienki, beżowoszary o niewyraźnym, gorzkim smaku. Ma zapach podobny do obierek ziemniaków lub chloru. Zapach szybko zanika.
Wysyp zarodników
Biały. Zarodniki elipsoidalne lub pestkowate z niewyraźnym dziobkiem, o gładkiej powierzchni, amyloidalne i hialinowe. Wielkość 4–5,5 × 2,5–3,5 µm.
Gatunki podobne
Na martwym drewnie wyrasta kilka gatunków podobnych grzybówek, jednak późna pora pojawiania się grzybówki dzwoneczkowatej i tworzenie zwartych kęp łatwo pozwala ją odróżnić od innych grzybówek. W zimie na martwym drewnie występuje kępami także płomiennica zimowa, różni się ona jednak wyglądem.

## Występowanie i siedlisko
Grzybówka dzwoneczkowata występuje głównie w Europie, poza tym w USA znana jest z nielicznych tylko stanowisk. W Polsce jest dość rzadka.
Rośnie w różnego typu lasach, parkach i alejach na martwym drewnie; na pniakach, powalonych pniach i konarach drzew liściastych. Obserwowano ją na drewnie olszy szarej, brzóz, buków, dębów i wierzb. Szczególnie często występuje na drewnie olch i wierzb. Owocniki wytwarza od sierpnia do grudnia. Jest to jeden z nielicznych gatunków grzybów, które pojawiają się bardzo późną jesienią i w zimie podczas bezmroźnych okresów. Zwykle wyrasta w zwartych kępach, czasami nawet w liczbie kilkudziesięciu owocników.

## Znaczenie
Saprotrof. Grzyb niejadalny ze względu na małe rozmiary i gorzkawy smak.